# Leonard Susskind
Leonard Susskind (New York, mei 1940) is een Amerikaans natuurkundige en internationaal bekend als een van de meest onderhoudende theoretici van de snaartheorie. Hij wordt ook algemeen beschouwd als de vader van deze natuurkundige theorie. 
Hij is sinds 1979 hoogleraar natuurkunde aan de Stanford-universiteit en bekleedt sinds 2000 daar de Felix Bloch leerstoel natuurkunde. Tevens is hij lid van de National Academy of Sciences en de American Academy of Arts and Sciences.

## Achtergrond
Susskind groeide op in de Zuid-Bronx, een stadsdeel van New York. Hij werkte als loodgieter in zijn jonge jaren. Fysica vond hij echter leuker en hij haalde een Bachelor in fysica aan het City College van New York in 1962. Hij vervolgde zijn studies met een doctoraat theoretische fysica in 1965 aan Cornell Universiteit. Hij was professor theoretische fysica aan de Belfer graduate school in New York en aan de Universiteit van Tel Aviv. Hij woont nu in Palo Alto, CA, is getrouwd met Anne Warren en heeft vier kinderen.
Susskind is de auteur van The Cosmic Landscape: String Theory and the Illusion of Intelligent Design uit 2005.
De wetten van de fysica en de startvoorwaarden van het universum zijn willekeurig gekozen uit 10500 (10 tot de macht 500) mogelijkheden. Enkel een klein deel daarvan (waarschijnlijk niet meer dan 10120) kan leven voortbrengen. De verzameling van al deze mogelijke universa noemt Susskind "het kosmisch landschap" naar analogie met het "fitness landschap" uit de evolutionaire biologie. Het universum dat we waarnemen is oneindig en kan gebieden bevatten waar de wetten van de fysica verschillend zijn (bijvoorbeeld andere fundamentele constanten zoals bijvoorbeeld andere waarde voor de massa van het elektron enz.). Ons universum is zo'n zakformaat universum. Die gebieden of zakformaat-universa vormen allemaal samen het megaversum (anderen noemen dit het multiversum). Elk zakformaat-universum heeft een ander stel natuurwetten en vele zijn steriel (leven is daar onmogelijk). Wij bevinden ons in het kleine deel van de levensvatbare universa, anders zouden we hier niet zijn om dat allemaal te constateren (antropisch principe).
In 2008 verscheen The Black Hole War, my battle with Stephen Hawking to make the world safe for quantum mechanics. Hierin beschrijft Susskind zijn intellectuele strijd met Stephen Hawking over de vraag of informatie die in een zwart gat valt gewoon verdwijnt als het zwarte gat verdampt. Volgens Hawking is dit het geval. Susskind is het daar niet mee eens, omdat het indruist tegen een zeer fundamenteel principe: behoud van informatie. Informatie kan veranderen, vervormd worden of in kleine bits uiteenvallen, maar kan nooit verdwijnen. In The Black Hole War doet Susskind verslag van het debat dat meer dan 20 jaar duurt.

## Bijdrage aan de natuurkunde
- Leonard Susskind (en onafhankelijk van hem Yoichiro Nambu) ontdekte de originele hadronische snaartheorie in 1969.
- de ontdekking dat snaartheorie gebaseerd is op één-dimensionele objecten
- de theorie van quark confinement (waarom quarks gevangenzitten in de atoomkern en nooit kunnen ontsnappen)
- de ontwikkeling van Hamiltonian lattice gauge theorie
- de theorie van de symmetriebreking soms gekend als technicolor theorie of technicolor fysica
- de eerste theorie van kosmische baryogenese (waarom het universum gevuld is met materie en niet met antimaterie) (Andrej Sacharov was eerst maar zijn werk was niet bekend in het Westen)
- De snaartheorie van zwarte gaten entropie
- het principe van "zwarte gaten complementariteit"
- het holografisch principe, de matrix beschrijving van M-theorie
- het idee van antropisch snaartheorie landschap

## Vulgariserende werken:The Theoretical Minimum
Sinds 2011 geeft Susskind een reeks lezingen voor de Stanford Continuing Studies over moderne natuurkunde, ook wel The Theoretical Minimum genoemd. De titel van de serie is een verwijzing naar het beroemde uitgebreide examen van Lev Landau, het 'theoretische minimum', dat van studenten werd verwacht vóór hun toelating tot zijn cursus. De lezingen vormden later de basis voor de boeken met dezelfde naam:
- Leonard Susskind & George Hrabovsky, Classical Mechanics - The Theoretical Minimum, 2014, ISBN 9780141976228
- Leonard Susskind & Art Friedman, Quantum Mechanics - The Theoretical Minimum, 2015, ISBN 9780141977812
- Leonard Susskind & Art Friedman, Special Relativity and Classical Field Theory - The Theoretical Minimum, 2018, ISBN 9780141985015.
- Leonard Susskind & André Cabannes, General Relativity - The Theoretical Minimum, 2023, ISBN 9781541601772

Het doel van de cursussen is om de theoretische grondslagen te onderwijzen die nodig zijn om bepaalde gebieden van de fysica te bestuderen. De reeks omvat klassieke mechanica, relativiteit, kwantummechanica, statistische mechanica en kosmologie, inclusief de fysica van zwarte gaten en is beschikbaar op het internet.